# Фунес Мори, Рохелио
Рохелио Габриэль Фунес Мори (исп. Rogelio Gabriel Funes Mori; 5 марта 1991, Мендоса, Аргентина) — аргентинский и мексиканский футболист, нападающий клуба «Монтеррей» и сборной Мексики. Также провёл 1 матч за сборную Аргентины. Его брат-близнец Рамиро, тоже футболист.

## Карьера
Футбольная карьера Рохелио началась в клубе «Ривер Плейт». Впервые он надел бело-красную футболку 6 декабря 2009 года в матче против «Велес Сарсфилда». Дебют для новичка «миллионеров» сложился удачно — клуб выиграл со счетом 3:1. Свой первый гол за клуб он забил в выездном матче против «Тигре» через две недели после своего дебюта.
9 мая 2010 года сделал свой первый в карьере хет-трик в матче против «Расинга». Рохелио забил голы за 24 минуты, при этом он прервал свою 11-матчевую безголевую серию.
В первой игре Апертуры 2010 против того же «Тигре» 19-летний форвард отличился с передачи Ариэля Ортеги. Таким образом, он забил 3 гол[уточнить] в ворота клуба из пригорода Буэнос-Айреса. В третьем туре Апертуры, против «Индепендьенте», Фунес Мори сделал первый в своей карьере дубль, причем оба гола он забил во втором тайме, а «Ривер» одержал победу со счетом 3:2. Четвёртый же гол в Апертуре аргентинец забил в ворота «Арсенала».
После возвращения «миллионеров» в элиту аргентинского футбола, Рохелио сделал второй дубль в своей карьере в матче против того же «Арсенала». Это случилось 30 сентября 2012 года.

## Достижения
- Чемпион Португалии: 2013/14
- Обладатель Кубка Португалии: 2013/14